# 安娜·巴尔巴罗
安娜·巴尔巴罗（義大利語：Anna Barbaro，1985年3月27日—），意大利女子铁人三项运动员。她曾代表意大利参加2020年夏季残疾人奥林匹克运动会铁人三项比赛，获得女子PTVI级银牌。